# Prix Harvey
Ne doit pas être confondu avec Prix Harvey (comics).
Le prix Harvey est une récompense décernée par le Technion à des personnes ayant contribué au développement de la science, de la technologie, de la santé et de la paix.
Une partie de ces lauréats furent ensuite nobélisés: Mikhaïl Gorbatchev (Paix, 1990), Bert Sakmann (Physiologie ou Médecine, 1991), Pierre-Gilles de Gennes (Physique, 1991), Claude Cohen-Tannoudji (Physique, 1997), Eric Kandel (Physiologie ou Médecine, 2000), K. Barry Sharpless (Chimie, 2001), Sydney Brenner (Physiologie ou Médecine, 2002), Paul Lauterbur (Physiologie ou Médecine, 2003), David J. Gross (Physique, 2004), Robert Aumann (Économie, 2005), Roger Kornberg (Chimie, 2006), Elizabeth Blackburn (Physiologie ou Médecine, 2009), Ada Yonath (Chimie, 2009), Kip Thorne et Rainer Weiss (Physique, 2017), Arthur Ashkin (Physique, 2018), James Allison (Physiologie ou Médecine, 2018).

## Historique
Le prix tire son nom de l'ingénieur Leo M. Harvey, et est dérivé d'un don fait par la Fondation Lena P. Harvey à l'American Technion Society en septembre 1971.
La première attribution des Prix Harvey a eu lieu en 1972 à la résidence officielle du président d'Israël à Jérusalem. Outre l'ancien président Zalman Shazar, l'ancien Premier ministre Golda Meir, les ministres du gouvernement et des représentants de l'American Technion Society (ATS) y ont participé. Cette ceremonie a été suivie d'une réception à la Knesset, où Yigal Allon, ancien ministre de l'éducation et de la culture (en), a pris la parole devant les lauréats et l'auditoire. Leo Harvey est venu en Israël pour participer à cet événement inaugural.
Depuis, le prix Harvey a été décerné chaque année lors d'une cérémonie au Technion.
Des sommités mondiales de la science, de la technologie, de la médecine, du gouvernement et de la littérature font partie des lauréats.

## Le Prix
Les prix, d'un montant de 75 000 US$, sont décernés, au Technion à Haifa, en Sciences et Technologie (S&T), Médecine, ou pour une contribution importante à la paix au Moyen-Orient ou aux Sciences Economiques ou Sociales

## Liste des lauréats du Prix Harvey
| Année | Sciences et Technologie                                                                             | Médecine                                                      | Paix au Moyen-Orient, Sciences Economiques ou Sociales   |
| ----- | --------------------------------------------------------------------------------------------------- | ------------------------------------------------------------- | -------------------------------------------------------- |
| 1972  | - Claude E. Shannon ( États-Unis)                                                                   | - William J. Kolff ( États-Unis)                              |                                                          |
| 1974  | - Alan H. Cottrell ( Royaume-Uni)                                                                   |                                                               | - Gershom Scholem ( Israël)                              |
| 1975  | - Edward Teller ( États-Unis)                                                                       | - George Klein (en) ( Suède)                                  |                                                          |
| 1976  | - Herman Mark ( États-Unis)                                                                         |                                                               | - Saul Lieberman ( États-Unis)                           |
| 1977  | - Freeman J. Dyson ( Royaume-Uni et États-Unis)                                                     | - Seymour Benzer États-Unis                                   |                                                          |
| 1978  | - Isaak Wahl (he) ( Israël)                                                                         |                                                               | - Bernard Lewis ( Royaume-Uni et États-Unis)             |
| 1979  | | - Efraim Racker (en) ( États-Unis)                            |                                                          |
| 1980  | - Michael O. Rabin ( Israël)                                                                        |                                                               | - Shelomo Dov Goitein ( Allemagne, Israël et États-Unis) |
| 1981  | - Michael J. Lighthill ( Royaume-Uni)                                                               | - Hans Kosterlitz ( Royaume-Uni)                              |                                                          |
| 1982  | - Alvin M. Weinberg ( États-Unis)                                                                   |                                                               | - Jakob Polotsky ( Israël)                               |
| 1983  | - Robert Aumann ( États-Unis et Israël)                                                             | - Philip Leder ( États-Unis)                                  |                                                          |
| 1984  | - Peter Sorokin ( États-Unis)                                                                       |                                                               | - Franz Rosenthal ( États-Unis)                          |
| 1985  | - George B. Dantzig ( États-Unis)                                                                   | - Barnett Rosenberg ( États-Unis)                             |                                                          |
| 1986  | - Paul C. Lauterbur ( États-Unis)                                                                   |                                                               | - Benjamin Mazar ( Israël)                               |
| 1987  | | - Pierre Chambon ( France) - Sydney Brenner ( Royaume-Uni)    |                                                          |
| 1988  | - Pierre-Gilles de Gennes ( France)                                                                 |                                                               |                                                          |
| 1989  | - Benoit B. Mandelbrot ( France et États-Unis)                                                      |                                                               |                                                          |
| 1990  | - Robert H. Dennard ( États-Unis)                                                                   |                                                               |                                                          |
| 1991  | - Jacques-Louis Lions ( France)                                                                     | - Bert Sakmann ( Allemagne)                                   |                                                          |
| 1992  | - Amnon Yariv ( Israël et États-Unis)                                                               |                                                               | - Mikhail S. Gorbachev ( Union soviétique)               |
| 1993  | - Hillel Furstenberg ( Israël) - Richard Zare ( États-Unis)                                         | - Eric Kandel ( États-Unis)                                   |                                                          |
| 1994  | - Vladimir I. Arnold ( Union soviétique puis Russie)                                                | - Robert A. Weinberg ( États-Unis)                            |                                                          |
| 1995  | - John W. Cahn ( États-Unis) - Donald E. Knuth ( États-Unis)                                        |                                                               |                                                          |
| 1996  | - Claude Cohen-Tannoudji ( France)                                                                  | - C. Walton Lillehei ( États-Unis)                            |                                                          |
| 1997  | | - Roger D. Kornberg ( États-Unis)                             |                                                          |
| 1998  | - Richard Karp ( États-Unis) - K. Barry Sharpless ( États-Unis)                                     |                                                               |                                                          |
| 1999  | - Robert G. Gallager ( États-Unis)                                                                  | - Elizabeth H. Blackburn ( États-Unis)                        |                                                          |
| 2000  | - David J. Gross ( États-Unis) - Harry B. Gray ( États-Unis)                                        |                                                               |                                                          |
| 2001  | - James E. Peebles ( États-Unis)                                                                    | - Bert Vogelstein ( États-Unis)                               |                                                          |
| 2002  | - Ada E. Yonath ( Israël)                                                                           | - Peter Dervan (en) ( États-Unis)                             |                                                          |
| 2003  | | - Robert S. Langer ( États-Unis)                              |                                                          |
| 2004  | - Arthur Ashkin ( États-Unis)                                                                       | - Wayne Hendrickson ( États-Unis)                             |                                                          |
| 2005  | - Edward Witten ( États-Unis)                                                                       | - Wolfgang Baumeister ( Allemagne)                            |                                                          |
| 2006  | - Charles L. Bennett ( États-Unis)                                                                  | - Ronald Evans ( États-Unis)                                  |                                                          |
| 2007  | - Michael Grätzel ( Suisse) - Stephen E. Harris (en) ( États-Unis)                                  |                                                               |                                                          |
| 2008  | - Charles H. Bennett ( États-Unis)                                                                  | - David Eisenberg (en) ( États-Unis)                          |                                                          |
| 2009  | - Shuji Nakamura ( Japon et États-Unis)                                                             | - David Baulcombe ( Royaume-Uni)                              |                                                          |
| 2010  | - Alexander M. Polyakov (en) ( Russie et États-Unis)                                                | - Michael Karin (en) ( Israël et États-Unis)                  |                                                          |
| 2011  | - Richard Friend ( Royaume-Uni) - Judea Pearl ( États-Unis)                                         |                                                               |                                                          |
| 2012  | - Eli Yablonovitch ( États-Unis)                                                                    | - Eric Lander ( États-Unis)                                   |                                                          |
| 2013  | - Jon Kleinberg ( États-Unis) - Paul Corkum ( Canada)                                               |                                                               |                                                          |
| 2014  | - Reinhard Genzel ( Allemagne)                                                                      | - James Allison( États-Unis)                                  |                                                          |
| 2015  | - Immanuel Bloch (en) ( Allemagne)                                                                  | - Marc Kirschner ( États-Unis)                                |                                                          |
| 2016  | - Kip Thorne ( États-Unis) - Ronald Drever ( Royaume-Uni) - Rainer Weiss États-Unis)                | - Karl Deisseroth ( États-Unis) - Peter Hegemann ( Allemagne) |                                                          |
| 2017  | - Tobin J. Marks États-Unis                                                                         | - Carla Shatz États-Unis                                      |                                                          |
| 2018  | - Jennifer Doudna ( États-Unis) - Emmanuelle Charpentier ( France) - Feng Zhang ( États-Unis)       |                                                               |                                                          |
| 2019  | - Joseph DeSimone (en) États-Unis - Raphael Mechoulam Israël                                        |                                                               |                                                          |
| 2020  | - James R. Rice États-Unis                                                                          |                                                               |                                                          |
| 2023  | - Helen Quinn États-Unis - Katalin Karikó Hongrie - Drew Weissman États-Unis - Pieter Cullis Canada |                                                               |                                                          |

## Liens Externes
- (en) Prix Harvey